# The Sleeping
The Sleeping — американская пост-хардкорная группа из Лонг-Айленда, Нью-Йорк. Группа образована в 2003 году после распада предыдущего проекта музыкантов Skycamefalling.

## Состав группы
- Сальваторе Миньано (англ. Salvatore Mignano) — бас-гитара (2003—2012)
- Джозеф Зиззо (англ. Joseph Zizzo) — ударные (2003—2012)
- Дуглас Робинсон (англ. Douglas Robinson) — вокал (2003—2012)
- Пол Кейдэн (англ. Paul Cadena) — гитара (2008—2012)
- Кристофер Эванс (англ. Christopher Evans) — клавишные (2008—2012)

### Бывшие участники
- Кэмерон Кейм (англ. Cameron Keym) — гитара, клавишные (2003—2008)

## Дискография
- Believe What We Tell You (2004, переиздан в 2007)
- Questions and Answers (2006)
- What It Takes (2009)[1]
- The Big Deep (2010)[1]

## Видеография
- Believe What We Tell You
- Loud and Clear
- Don’t Hold Back
- Bomb the World
- You’ll Be A Corpse Before Your Time
- Young Vibes… Don’t Run Away From Me